# Marie Dimberg
Marie Dimberg, född 8 april 1961, är en artistmanager som med bas i Stockholm verkar i den svenska musikbranschen.

## Biografi
Dimberg började i första halvan av 1980-talet arbeta inom det multinationella skivbolaget EMI Records och svenska filialen EMI Sweden med att lansera svenska och internationella musikartister och utveckla deras karriärer. Mellan 1995 och 1996 arbetade hon på  EMI International 1995–1996 i London.
Dimberg började 1997 driva  D&D Management. Hon fick detta år ett musikalbum, "Absolut Dimberg", inspelat i födelsedagspresent av hyllningsartister som Eldkvarn, Rebecka Törnqvist och Roxette där merparten av låttitlarna innehöll namnet "Marie".
År 2017 startade hon Dimberg Jernberg Management tillsammans med Tomas Jernberg. Via detta bolag är hon manager för bland annat Roxette, Per Gessle, Jonas Åkerlund, Peter Jöback och Loney Dear.
Dimberg sitter (2023) i styrelsen för den svenska filialen av Music Managers Forum (MFF).

## Utmärkelser
- 2013 – utnämnd som svenska musikbranschens mäktigaste kvinna av branschtidningen Musikindustrin.se.[7]
- 2016 – tilldelades den 10 juni 2016 priset "MVP" (Most Valuable Person; sv. Mest Betydelsefulla Person)av  Denniz Pop Awards.[8]
- 2019 – tilldelad Regeringens Musikexportpris, Hederspriset.[9]